# Wyciąg bezpodporowy

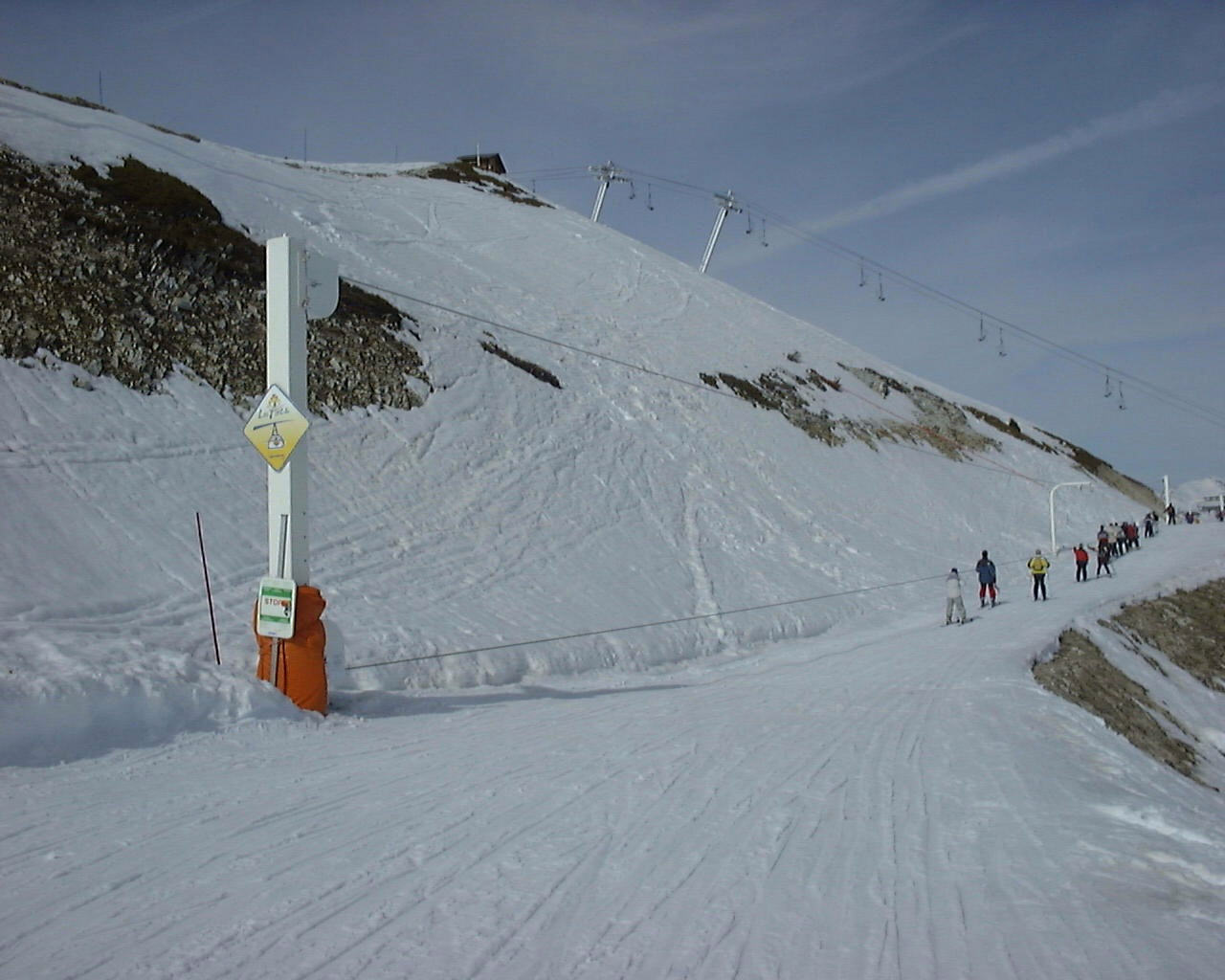
Wyrwirączka w jednym z ośrodków narciarskich we Francji, 2006

Wyciąg bezpodporowy – wyciąg narciarski służący do wciągania narciarzy (rzadziej także snowboardzistów) do góry wzdłuż stoku. Spotyka się też określenia wyrwirączka lub wyrwiłapka.
Składa się on z długiej liny ciągniętej przez koło napędzane silnikiem elektrycznym. Podobne koło występuje na końcu wyciągu, jednak nie jest ono napędzane.
Istnieje kilka odmian tego rodzaju wyciągów w zależności od sposobu, w jaki narciarz się do niego wczepia:
- wyciągi ze stalową liną i specjalnym kluczem, bardzo popularne w przeszłości, obecnie rzadko spotykane
- wyciągi ze stalową liną, do której na stałe przymocowane są połówki orczyka lub poprzeczne uchwyty – jazda takim wyciągiem polega na złapaniu takiego uchwytu, bądź też umieszczeniu go pod pośladkami
- wyciągi z liną z włókien konopnych, którą łapie się bezpośrednio – obecnie spotykane najczęściej.

Ze względu na niewielką długość wyciągów zazwyczaj nie mają one podpór pomiędzy dolnym i górnym kołem.
Wyciągi te instaluje się na tzw. "oślich łączkach", czyli stokach o niewielkim nachyleniu służących do nauki jazdy na nartach lub snowboardzie.